# Плющев, Александр Владимирович (хоккеист)
Александр Владимирович Плющев (род. 8 февраля 1986, Москва) — российский хоккеист, нападающий.

## Биография
Сын тренера Владимира Плющева. На детско-юношеском уровне играл за московские команды ЦСКА, «Крылья Советов», «Динамо», «Спартак». В сезоне 2001/02 провёл один матч в Суперлиге за «Спартак».
Чемпион мира среди юниоров 2004 года.
Играл в Суперлиге за команды «Северсталь» (2004/05 — 2005/06), «Сибирь» (2006/07), «Металлург» Новокузнецк (2006/07), «Лада» (2007/08). В высшей лиге выступал за «Дмитров» (2007/08), «Кристалл» Саратов (2007/08), «Рязань» (2008/09), ЦСК ВВС (2009/10). В сезоне 2008/09 играл в Финляндии за клубы «Эссят» и «СаПКо». В ВХЛ выступал за «Ладу» (2010/11), «Ижсталь» (2011/12), «Казцинк-Торпедо» (2013/14), «СКА-Карелия» (2014/15). Играл в чемпионате Украины-2012/13 в составе команды «Львы» Львов.
Окончил РГУФК по специальности «Хоккей с шайбой», Высшую школу хоккейных тренеров П. Ф. Лесгафта (СПб).
После окончания карьеры игрока работал в системе «Спартака». В сезоне 2020/21 — скаут команды НХЛ «Сиэтл Кракен».